# Chłopówko, Hạt Szczecinek
Chłopówko [xwɔˈpufkɔ] (tiếng Đức: Klein Klöpperfier)  là một khu định cư ở quận hành chính của Gmina Barwice, trong Szczecinek County, Zachodniopomorskie, ở tây bắc Ba Lan. Nó nằm khoảng 9 kilômét (6 mi) phía tây nam Barwice, 29 km (18 mi) về phía tây của Szczecinek và 115 km (71 mi) về phía đông của thủ đô khu vực Szczecin.